# Bestun Station
Bestun Station (Bestun stasjon eller Bestun stoppested) var en jernbanestation på Drammenbanen, der lå i kvarteret Bestum i Oslo i Norge.
Stationen blev oprettet som holdeplads under navnet Vækkerø 15. juli 1884, men den skiftede navn til Bestum 15. august 1890 og til Bestun 1. september 1922. Den første stationsbygning var tegnet af Georg Andreas Bull i schweizerstil. I 1918 blev den erstattet af en murstensbygning tegnet af Eivind Gleditsch. Den oprindelige bygning blev flyttet til Norsk Jernbanemuseum i Hamar.
Fra mellemkrigstiden og frem var der planer om en ringbane mellem Grefsen og Bestun Station, der ville være kommet til at spille en betydelig rolle i den sammenhæng. Planerne blev dog aldrig ført ud i livet, og i stedet åbnedes i 1980 Oslotunnelen som en øst-vest-forbindelse.
Stationen blev nedgraderet til trinbræt 1. marts 1968. Persontogene ophørte med at betjene den 3. juni 1973, og i august 1978 blev den nedlagt. I dag fungerer den som vendespor for de lokaltog, der har endestation i Skøyen, og regnes som en del af Skøyen Station.